# Европско првенство у атлетици у дворани 1970 — 60 метара препоне за мушкарце
Такмичење у дисциплини трчања на 60 метара са препонама у мушкој конкуренцији на првом Европском првенству у атлетици у дворани 1970. одржано је у Градској дворани у Бечу 15. марта.

## Земље учеснице
Учествовало је 16 атлетичара из 14 земаља.
1. Аустрија (1)
2. Чехословачка (1)
3. Источна Немачка (2)
4. Француска (1)
5. Италија  (1)
6. Мађарска (1)
7. Норвешка (1)
8. Пољска (1)
9. Румунија  (1)
10. Совјетски Савез (1)
11. СФРЈ (1)
12. Турска (1)
13. Уједињено Краљевство (1)
14. Западна Немачка (2)

## Рекорди
Извор:
| Рекорди пре почетка Европског првенства у дворани 1970. | Рекорди пре почетка Европског првенства у дворани 1970. | Рекорди пре почетка Европског првенства у дворани 1970. | Рекорди пре почетка Европског првенства у дворани 1970. | Рекорди пре почетка Европског првенства у дворани 1970. | Рекорди пре почетка Европског првенства у дворани 1970. |                                          |
| ------------------------------------------------------- | ------------------------------------------------------- | ------------------------------------------------------- | ------------------------------------------------------- | ------------------------------------------------------- | ------------------------------------------------------- | ---------------------------------------- |
| Светски рекорд                                          | Гинтер Никел                                            | Западна Немачка                                         | 7,5 рм                                                  | Мајнц, Западна Немачка                                  | 31. јануар 1970.                                        |                                          |
| Европски рекорд                                         | Гинтер Никел                                            | Западна Немачка                                         | 7,5 рм                                                  | Мајнц, Западна Немачка                                  | 31. јануар 1970.                                        |                                          |
| Рекорди европских првенстава                            | Ово је прво Европско првенство у дворани                | Ово је прво Европско првенство у дворани                | Ово је прво Европско првенство у дворани                | Ово је прво Европско првенство у дворани                | Ово је прво Европско првенство у дворани                | Ово је прво Европско првенство у дворани |
| Рекорди после завршеног Европског првенства 1970.       |                                                         |                                                         |                                                         |                                                         |                                                         |                                          |
| Рекорди европских првенстава                            | Гинтер Никел                                            | Западна Немачка                                         | 7,8 ем пф.                                              | Беч, Аустрија                                           | 15. март 1970.                                          |                                          |
| Рекорди европских првенстава                            | Рајмонд Бетге                                           | Источна Немачка                                         | 7,8 ем пф.                                              | Беч, Аустрија                                           | 15. март 1970.                                          |                                          |
| Рекорди европских првенстава                            | Александар Демус                                        | СССР                                                    | 7,8 ем пф.                                              | Беч, Аустрија                                           | 15. март 1970.                                          |                                          |
| Рекорди европских првенстава                            | Франк Зибек                                             | Источна Немачка                                         | 7,8 ем пф.                                              | Беч, Аустрија                                           | 15. март 1970.                                          |                                          |
| Рекорди европских првенстава                            | Ги Дри                                                  | Француска                                               | 7,8 фин.                                                | Беч, Аустрија                                           | 15. март 1970.                                          |                                          |

## Освајачи медаља
|                              |                             |                  |
| Гинтер Никел Западна Немачка | Франк Зибек Источна Немачка | Ги Дри Француска |

## Резултати
У овој дисциплини такмичење је одржано у 3 нивоа: квалификације, полуфинале и финале. Сва три нивоа одржана су истог дана 15. марта.

### Квалификације
У квалификацијама такмичари су подељени у три групе: прву и трећу са пет, а друга са 6 такмичара. У полуфинале су се квалификовала по четворица првопласираних из све три групе (КВ).
| Позиција | Група | Атлетичар        | Националност         | Време | Белешка  |
| -------- | ----- | ---------------- | -------------------- | ----- | -------- |
| 1.       | 2     | Ги Дри           | Француска            | 7,9   | КВ, РЕП  |
| 2.       | 2     | Франк Зибек      | Источна Немачка      | 7,9   | КВ, =РЕП |
| 3.       | 3     | Александар Демус | Совјетски Савез      | 7,9   | КВ, =РЕП |
| 4.       | 2     | Гинтер Никел     | Западна Немачка      | 8,0   | КВ       |
| 5.       | 1     | Вернер Трцмил    | Западна Немачка      | 8,1   | КВ       |
| 6.       | 1     | Lorand Milassin  | Мађарска             | 8,1   | КВ       |
| 7.       | 2     | Николаје Петреа  | Румунија             | 8,1   | КВ       |
| 8.       | 3     | Рајмонд Бетге    | Источна Немачка      | 8,1   | КВ       |
| 9.       | 1     | Лешек Вођински   | Пољска               | 8,2   | КВ       |
| 10.      | 3     | Ragnar Moland    | Норвешка             | 8,2   | КВ       |
| 11.      | 3     | Иван Седлачек    | Чехословачка         | 8,2   | КВ       |
| 12.      | 2     | Серђо Лијани     | Италија              | 8,2   |          |
| 13.      | 3     | Хелмут Хајн      | Аустрија             | 8,3   |          |
| 14.      | 1     | Alan Pascoe      | Уједињено Краљевство | 8,4   | КВ       |
| 15.      | 2     | Душан Бизјак     | СФРЈ                 | 8,5   |          |
| 16.      | 1     | Нурулах Чандан   | Турска               | 8,8   |          |

### Полуфинале
Полуфиналисти су били подељени у две групе по шест атлетичара, а за шест места у финалу су се пласирала по тројица првопласираних из обе групе (КВ).
| Позиција | Група | Атлетичар        | Националност         | Време | Белешка  |
| -------- | ----- | ---------------- | -------------------- | ----- | -------- |
| 1.       | 1     | Гинтер Никел     | Западна Немачка      | 7,8   | КВ, РЕП  |
| 2.       | 1     | Рајмонд Бетге    | Источна Немачка      | 7,8   | КВ, =РЕП |
| 3.       | 2     | Александар Демус | Совјетски Савез      | 7,8   | КВ, =РЕП |
| 4.       | 2     | Франк Зибек      | Источна Немачка      | 7,8   | КВ, =РЕП |
| 5.       | 1     | Ги Дри           | Француска            | 7,9   | КВ       |
| 6.       | 1     | Николаје Петреа  | Румунија             | 7,9   |          |
| 7.       | 1     | Иван Седлачек    | Чехословачка         | 7,9   |          |
| 8.       | 2     | Вернер Трцмил    | Западна Немачка      | 8,0   | КВ       |
| 9.       | 2     | Лешек Вођински   | Пољска               | 8,1   |          |
| 10.      | 2     | Ragnar Moland    | Норвешка             | 8,1   |          |
| 11.      | 2     | Alan Pascoe      | Уједињено Краљевство | 8,2   |          |
| 12.      | 1     | Lorand Milassin  | Мађарска             | 8,3   |          |

### Финале
Извор:
| Пласман | Атлетичар        | Земља             | Резултат | Белешка |
| ------- | ---------------- | ----------------- | -------- | ------- |
|         | Гинтер Никел     | Западна Немачка   | 7,8      | =РЕП    |
|         | Франк Зибек      | { Источна Немачка | 7,8      | =РЕП    |
|         | Ги Дри           | Француска         | 7,8      | =РЕП    |
| 4.      | Werner Trzmiel   | Западна Немачка   | 7,9      |         |
| 5.      | Рајмонд Бетге    | Источна Немачка   | 7,9      |         |
| 6.      | Александар Демус | Совјетски Савез   | 8,0      |         |